# 羅基費斯 (喬治亞州)
羅基費斯（英語：Rocky Face）是位於美國喬治亞州惠特菲爾德縣的一個非建制地區。該地的面積和人口皆未知。

## 地理
羅基費斯的座標為34°48′18″N 85°01′39″W / 34.80500°N 85.02750°W，而該地的平均海拔高度為235米（即771英尺）。